# Valenzuela de Calatrava
Valenzuela de Calatrava és un municipi de la província de Ciudad Real a la comunitat autònoma de Castella-La Manxa. Limita al nord, est i oest amb Almagro; al sud amb Granátula de Calatrava, i al sud-oest amb Aldea del Rey.